# Armadillidium azerbaidzhanum
Armadillidium azerbaidzhanum är en kräftdjursart som beskrevs av Helmut Schmalfuss 1990. Armadillidium azerbaidzhanum ingår i släktet Armadillidium och familjen klotgråsuggor. Inga underarter finns listade i Catalogue of Life.